# Џоан Чен
Чен Чонг (кин. 陈冲, пин'јин: Chen Chong; рођена 26. априла 1961. године у Шангају, Кина), позната као Џоан Чен (енгл. Joan Chen), кинеска је глумица и продуцент.